# Yếu tố tăng trưởng Angiocrine
Yếu tố tăng trưởng Angiocrine là các phân tử được tìm thấy trong tế bào nội mô của các mạch máu có thể kích thích các hoạt động sửa chữa cơ quan cụ thể trong cơ quan bị hư hỏng hoặc bị bệnh. Các tế bào nội mô sở hữu các gen đặc hiệu mô mã cho các yếu tố tăng trưởng độc đáo, các phân tử bám dính và các yếu tố điều chỉnh quá trình trao đổi chất.
Phát hiện này xuất hiện sau khi toàn bộ các gen hoạt động trong các tế bào nội mô được giải mã, dẫn đến một tập hợp các tế bào mạch máu đặc trưng cho cơ quan. Bản đồ đã ghi nhận hàng trăm gen đã được biết đến mà chưa bao giờ được liên kết với các tế bào này. Các cơ quan ra lệnh cấu trúc và chức năng của các mạch máu của chính chúng, bao gồm các phân tử sửa chữa mà chúng tiết ra. Mỗi cơ quan tạo ra các mạch máu với hình dạng và chức năng duy nhất tuân thủ nhu cầu trao đổi chất của cơ quan đó.

## Sửa chữa nội tạng
Khi một cơ quan bị tổn thương, các mạch máu của nó có thể không thể sửa chữa thiệt hại vì bản thân chúng có thể bị hư hỏng hoặc bị viêm. Việc truyền các tế bào nội mô được thiết kế có thể có thể cấy vào mô bị tổn thương và do đó có được khả năng sửa chữa nội tạng.
Các tế bào nội mô được tạo ra từ tế bào gốc phôi chuột có chức năng, có thể ghép và đáp ứng với các tín hiệu vi môi trường. Các tế bào như vậy có thể được cấy ghép vào các mô khác nhau, được giáo dục bởi mô và có được kiểu hình đặc trưng của nội mô của loại cơ quan đó. Các tế bào như vậy đã được cấy vào gan và thận của chuột và được tìm thấy không thể phân biệt được với các tế bào nội mô hiện có.
Trong môi trường lâm sàng, các tế bào phải tương thích miễn dịch với bệnh nhân được nhận. Chúng có thể được lấy từ các tế bào gốc đa năng phôi của bệnh nhân cũng như bằng cách chuyển nhân tế bào soma (SCNT). Trong SCNT, nhân được đưa vào trứng người tạo ra các tế bào gốc phôi là một kết hợp di truyền của bệnh nhân. Một cách tiếp cận khác là lấy các tế bào bị loại bỏ sau khi chọc ối chẩn đoán trước sinh.
Điều tra tiền lâm sàng bổ sung là yếu tố cần thiết trước khi điều tra với con người.